# عين الشمس بنت أحمد
عين الشمس بنتُ أحمد بن أبي الفرج الثقفية الهوازنيّة الأصبهانية وكنيتها أم النور، (وُلِدت عام 520 هـ - وتُوفيت ربيع الثاني، 610 هـ في أصبهان، إيران)، عالمة مُسلِمة ومحدثة من رواة الحديث. تنتمي إلى قبيلة ثقيف الهوازنيّة وكانت تعيش بِأصبهان في إيران بعشرينيات القرن الخامس الهجري وأوائل القرن السادس الهجري.

## سيرتها
كان والدها أحمد بن أبي الفرج الثقفي من عرب أصبهان الإيرانيّة فوُلِدت وعاشت هُناك في عشرينيات القرن الخامس الهجري حيثُ سمعت الحديث والأثار وطلبت العِلم ثُمّ تناقل من سمع منها هذا العِلم.
في عام 524 هـ سمعت حضوراً من إسماعيل بن الإخشيذ، وسمعت كتاب جزء أبي الشيخ مِن محمد بن علي بن أبي ذر الصالحاني، وبهذا تكون تفردت بالسماع من إسماعيل بن الإخشيذ ومحمد بن علي بن أبي ذر الصالحاني.
وسمعت من محمد بن علي بن أبي ذر الصالحاني أيضًا كتاب الديات لابن أبي عاصم، وكتاب التوبة، وكتاب عوالي القباب، وكتاب أحاديث بكر بن بكار، وكتاب جزء أبي الزبير عن غير جابر.
ترجم لها الإمام الذهبي في كتاب سير أعلام النبلاء تحت باب الطبقة الثانية والثلاثون ووصفها بأنها مُسنِدة وقتها ، وقال يصفها: «كانت صالحة عفيفة من بيت الرواية والإسناد».
حدث وروى عنها جمع غفير من علماء أصبهان منهم: الضياء محمد، الزكي البرزالي، التقي بن العز. وأجاز عنها: الشمس عبد الواسع الأبهري، الفخر علي، الشمس بن الزين، والشمس بن الزين.
تُوفيت في نصف شهر ربيع الثاني، 610 هـ عن عُمر يُناهز تسعين عاماً.